# Бояльский, Михаил Александрович
Михаил Александрович Бояльский (30 октября [11 ноября] 1853, Звериноголовское, Оренбургская губерния — не ранее 1918) — полковник, командир 16-го Оренбургского казачьего полка.

## Биография
Михаил Бояльский родился 30 октября (11 ноября) 1853 года в семье обер-офицера в станице Звериноголовской Звериноголовского станичного юрта Челябинского уезда Оренбургской губернии, станичный юрт относился к Войсковой территории Челябинского уезда (3-й военный отдел Оренбургского казачьего войска), ныне село — административный центр Звериноголовского муниципального округа Курганской области.
На службе с 1 (13) ноября 1868 года.
В 1870 году окончил школу офицерских детей Оренбургского казачьего войска, а затем — Оренбургское казачье юнкерское училище (1873, по второму разряду).
В 1873—1874 годах служил в 9-м пешем батальоне Оренбургского казачьего войска. С 1 (13) октября 1874 года по 1 (13) февраля 1875 года был помощником офицера, наблюдающего за обучением казаков в родном третьем военном отделе Оренбургского казачьего войска. На льготе с 1 (13) февраля 1875 года.
С 27 апреля (9 мая)  1875 года по 23 марта (4 апреля)  1879 года служил в 9-м сводном Оренбургско-Уральском полку. С этим полком участвовал в Среднеазиатских походах (в частности, в составе 1-й Оренбургской сотни есаула А. С. Мелянина): «был в деле при рассеянии 8 тысяч кокандцев в урочище Ташбаил» (2 (14) ноября 1875 года); участвовал в штурме города Балыгчей (12 (24) ноября 1875 года) и во взятии кишлака Хожевата (24 ноября (6 декабря)  1875 года).
2 (14) января 1876 года, после прибытия отряда генерала М.Д. Скобелева, во время «обрекогносцирования селения» у моста через Мусульман-кул-арык Бояльский был ранен пулей в грудь навылет: но, несмотря на рану, повёл в атаку цепь спешенных казаков, которая выбила неприятеля из укрытия.
В 4-м Оренбургском казачьем полку с 23 марта (4 апреля)  1879 года. На льготе с 23 декабря 1879 года (4 января 1880 года) по 6 (18) мая 1880 года. 
В 5-м Оренбургском казачьем полку с 6 (18) мая 1880 года по 22 марта (3 апреля)  1882 года). Был участником Ахал-текинской экспедиции с 20 июня (2 июля)  1880 года по 1 (13) мая 1881 года. На льготе с 22 марта (3 апреля)  1882 года по 24 апреля (6 мая)  1882 года.
Во 2-м Оренбургском казачьем полку с 24 апреля (6 мая)  1882 года. Командир сотни с 10 (22) июня 1882 года по 10 (22) октября 1883 года.
В 3-м Оренбургском казачьем полку с 10 (22) октября 1883 года по 31 мая (12 июня)  1885 года). На льготе по болезни с 31 мая (12 июня)  1885 года по 18 (30) апреля 1888 года.
В 5-м Оренбургском казачьем полку с 18 (30) апреля 1888 года по 14 (26) мая 1890 года). На льготе с 14 (26) мая 1890 года по 26 марта (7 апреля)  1893 года.
С 26 марта (7 апреля)  1893 года исполнял должность помощника командира 3-го Оренбургского казачьего полка, с оставлением в распоряжении Войскового начальства 3-го военного отдела Оренбургского казачьего войска.
С 4 (16) января 1895 года помощник командира 5-го Оренбургского казачьего полка с оставлением в распоряжении Войскового начальства. Прибыл в полк 27 апреля (9 мая)  1898 года.
Временно член Туркестанского военно-окружного суда с 1 (14) апреля 1900 года по 1 (14) августа 1900 года.
С 25 января (7 февраля)  1901 года в распоряжении Войскового начальства во 2-м военном отделе Оренбургского казачьего войска с зачислением в списки 3-го Оренбургского казачьего полка.
С 29 января (11 февраля)  1902 года в 5-м Оренбургском казачьем полку с оставлением в распоряжении Войскового начальства.
С 17 (30) января 1903 года в 3-м военном отделе Оренбургского казачьего войска.
Помощник командира 3-го Оренбургского казачьего полка (с 12 (25) сентября 1905 года (по строевой части — с 8 (21) октября 1905 года) по 14 (27) ноября 1905 года).
Командир 16-го Оренбургского казачьего полка с 14 (27) ноября 1905 года по 27 сентября (10 октября)  1906 года.
В отставке с 7 (20) декабря 1906 года года.
Имел «за родителями» деревянный дом в родной станице Звериноголовской и потомственный участок земли (400 десятин) в Челябинском уезде. Также владел потомственным участком земли аналогичного размера в Троицком уезде и ещё одним деревянным домом.
Михаил Александрович Бояльский умер не ранее 1918 года.

## Награды
- Орден Святого Владимира IV степени с мечами и бантом, 1876 год: «за боевое отличие в делах с кокандцами».
- Орден Святого Станислава II степени, 1881 год: «за отличие в делах с ахалтекинцами»
- Орден Святой Анны II степени, 1885 год: «за храбрость».
- Светло-бронзовая медаль «За покорение Ханства Кокандского», 1875—1876 годы.
- Серебряная медаль «За взятие штурмом Геок-Тепе», 1881 год.
- Медаль «В память царствования императора Александра III».
- Светло-бронзовая медаль «За походы в Средней Азии 1853—1895» на Георгиевско-Владимирской ленте[4][5].

## Звания
- Урядник с 10 (22) марта 1870 года.
- Портупей-юнкер с 2 (14) июля 1873 года.
- Хорунжий с 17 (29) декабря 1874 года.
- Сотник (за боевые отличия, с 3 (15) декабря 1875 года со старшинством с 12 (24) ноября 1875 года).
- Есаул с 12 (24) декабря 1879 года.
- Войсковой старшина (за боевые отличия, с 13 (25) декабря 1881 года).
- Полковник с 7 (20) декабря 1906 года[1].

## Семья
Первой его женой была дочь статского советника Екатерина Петровна Павловская (скончалась до 1918 года); в семье родилось двое детей: Геннадий (род. 6 (18) ноября 1887 года) и Анна (род. 14 (26) июня 1890 года).
Второй раз вступил в брак с дочерью священника Марией Предтеченской. Во этом браке родилась дочь Агния (род. 15.05.1918).